# Девід Ґайлер
Девід Ґайлер (англ. David Giler; 10 січня 1930, США — 19 грудня 2020, Бангкок, Таїланд) — американський продюсер, сценарист, режисер та актор. Найбільш відомий за такими своїми працями, як «Чужий», «Чужі», «Чужий: Заповіт», «Чужий 3», «Байки зі склепу:Кривавий бордель», «Чужий проти Хижака», «Чужі проти Хижака: Реквієм», «Прометей».

## Життєпис
Девід Ґайлер розпочав свою кар'єру в кіноіндустрії на початку 1960-х років.
У якості сценариста створював сценарії для телесеріалів. У 1970-х роках почав писати сценарії для кіно, дебютним став сценарій до стрічки «Змова „Параллакс”». 
Був режисером фільму «Чорний птах» у 1975 році.
У 1979 році разом з Волтеру Гіллу створили фільм жахів «Чужий», який є однією із найбільш знакових його робіт.
Девід Ґайлер працював спільно з Гіллом у інших проектах, включно з продовження франшизи «Чужий». 

## Фільмографія
| Рік       | Назва (укр.)                         | Назва (англ.)                                    | Продюсер   | Сценарист  | Режисер    | Актор     |
| --------- | ------------------------------------ | ------------------------------------------------ | ---------- | ---------- | ---------- | --------- |
| 2017      | «Чужий: Заповіт»                     | Alien: Covenant                                  | Так [ 2 ]  |            |            |           |
| 2012      | «Прометей»                           | Prometheus                                       | Green tick |            |            |           |
| 2007      | «Чужі проти Хижака: Реквієм»         | Aliens vs. Predator: Requiem                     | Green tick |            |            |           |
| 2005      | «Кумедні пригоди Діка та Джейн»      | Fun with Dick and Jane                           |            | Green tick |            |           |
| 2004      | «Чужий проти Хижака»                 | Alien vs. Predator                               | Green tick |            |            |           |
| 2002      | «Обговоренню не підлягає»            | Undisputed                                       | Green tick | Green tick |            |           |
| 2002      | «Ритуал»                             | Ritual                                           | Green tick |            |            |           |
| 1997      | «Чужий: Воскресіння»                 | Alien: Resurrection                              | Green tick |            |            |           |
| 1996      | «Байки зі склепу: Кривавий бордель»  | Tales from the Crypt Presents: Bordello of Blood | Green tick |            |            |           |
| 1995      | «Байки зі склепу: Лицар-демон»       | Tales from the Crypt: Demon Knight               | Green tick |            |            |           |
| 1994      | «Гонщики»                            | Roadracers                                       | Green tick |            |            |           |
| 1992      | «Чужий 3»                            | Alien 3                                          | Green tick | Green tick |            |           |
| 1987      | «Поліцейський з Беверлі Гіллз II»    | Beverly Hills Cop II                             |            | Green tick |            |           |
| 1986      | «Прірва»                             | The Money Pit                                    | Green tick | Так [ 3 ]  |            |           |
| 1986      | «Чужі»                               | Aliens                                           | Green tick | Green tick |            |           |
| 1981      | «Південна гостинність»               | Southern Comfort                                 |            | Так [ 4 ]  |            |           |
| 1979      | «Чужий»                              | Alien                                            | Green tick |            |            |           |
| 1977      | «Аферисти Дік та Джейн розважаються» | Fun with Dick and Jane                           |            | Green tick |            |           |
| 1975      | «Чорний птах»                        | The Black Bird                                   |            |            | Green tick | Так [ 5 ] |
| 1974      | «Змова «Параллакс»»                  | The Parallax View                                |            | Так [ 6 ]  |            |           |
| 1970      | «Майра Брекінрідж»                   | Myra Breckinridge                                | Так [ 7 ]  | Green tick |            |           |
| 1966—1967 | «Агенти U.N.C.L.E.»                  | The Man from U.N.C.L.E                           |            | Так [ 8 ]  |            |           |
| 1965      | «Правосуддя Берка»                   | Burke`s Law                                      |            | Green tick |            |           |
| 1964      | «Театр творців саспенсу»             | Kraft Suspense Theatre                           |            | Так [ 9 ]  |            |           |
| 1962      | «Галантні чоловіки»                  | The Gallant Men                                  |            | Так [ 10 ] |            |           |

## Номінації, премії та нагороди
| Рік  | Нагорода                                               | Категорія                                     | Результат | Праця                       |
| ---- | ------------------------------------------------------ | --------------------------------------------- | --------- | --------------------------- |
| 1975 | Премія Едгара Алана По                                 | Найкращий сценарій до художнього фільму       | Номінація | Змова «Параллакс»           |
| 1975 | Премія Гільдії сценаристів США                         | Найкращий адаптований сценарій                | Номінація | Змова «Параллакс»           |
| 1987 | Премія «Г'юго»                                         | Найкраща драматична постановка                | Перемога  | Чужі                        |
| 1993 | Премія «Г'юго»                                         | Найкраща драматична постановка                | Номінація | Чужий 3                     |
| 1993 | Академія наукової фантастики, фентезі та фільмів жахів | Найкращий сценарій                            | Номінація | Чужий 3                     |
| 1997 | Денна премія «Еммі»                                    | Видатне ігрове шоу/шоу з залученням аудиторії | Номінація | Таємниці будинку Кріптепера |
| 1998 | Премія «Супутник»                                      | Найкращий анімаційний фільм                   | Номінація | Чужий: Воскресіння          |